# Super League 2012
La Super League de 2012 fue la 118.ª temporada del rugby league de Inglaterra y la decimoséptima edición con la denominación de Super League, es el torneo de rugby league más importante de Inglaterra.

## Formato
Los equipos se enfrentaron en formato de todos contra todos, los primeros ocho clasificados disputaron la postemporada.
Se otorgaron 2 puntos por cada victoria, 1 por el empate y 0 por la derrota.

## Desarrollo

### Tabla de posiciones
| Pos. | Equipo               | Encuentros | Encuentros | Encuentros | Encuentros | Tantos | Tantos | Tantos | Puntos |
| Pos. | Equipo               | PJ         | PG         | PE         | PP         | F      | C      | Dif.   | Puntos |
| ---- | -------------------- | ---------- | ---------- | ---------- | ---------- | ------ | ------ | ------ | ------ |
| 1    | Wigan Warriors       | 27         | 21         | 0          | 6          | 994    | 449    | +545   | 42     |
| 2    | Warrington Wolves    | 27         | 20         | 1          | 6          | 909    | 539    | +370   | 41     |
| 3    | St. Helens           | 27         | 17         | 2          | 8          | 795    | 480    | +315   | 36     |
| 4    | Dragons Catalans     | 27         | 18         | 0          | 9          | 812    | 611    | +201   | 36     |
| 5    | Leeds Rhinos         | 27         | 16         | 0          | 11         | 823    | 662    | +161   | 32     |
| 6    | Hull FC              | 27         | 15         | 2          | 10         | 696    | 621    | +75    | 32     |
| 7    | Huddersfield Giants  | 27         | 14         | 0          | 13         | 699    | 664    | +35    | 28     |
| 8    | Wakefield Trinity    | 27         | 13         | 0          | 14         | 633    | 764    | −131   | 26     |
| 9    | Bradford Bulls       | 27         | 14         | 1          | 12         | 633    | 756    | −123   | 23     |
| 10   | Hull Kingston Rovers | 27         | 10         | 1          | 16         | 753    | 729    | +24    | 21     |
| 11   | Salford Red Devils   | 27         | 8          | 1          | 18         | 618    | 844    | −226   | 17     |
| 12   | London Broncos       | 27         | 7          | 0          | 20         | 588    | 890    | −302   | 14     |
| 13   | Castleford Tigers    | 27         | 6          | 0          | 21         | 554    | 948    | −394   | 12     |
| 14   | Widnes Vikings       | 27         | 6          | 0          | 21         | 532    | 1082   | −550   | 12     |

|  | Clasificados a postemporada. |

### Postemporada

#### Finales de clasificación
| 14 de septiembre | Wigan Warriors | 46 - 6 | Dragons Catalans |  |  |

| 15 de septiembre | Warrington Wolves | 6 - 28 | St Helens RFC |  |  |

#### Finales de eliminación
| 15 de septiembre | Leeds Rhinos | 42 - 20 | Wakefield Trinity |  |  |

| 16 de septiembre | Hull FC | 46 - 10 | Huddersfield Giants |  |  |

#### Semifinales preliminares
| 21 de septiembre | Dragons Catalans | 20 - 27 | Leeds Rhinos |  |  |

| 22 de septiembre | Warrington Wolves | 24 - 12 | Hull FC |  |  |

#### Semifinales
| 28 de septiembre | Wigan Warriors | 12 - 13 | Leeds Rhinos |  |  |

| 29 de septiembre | St Helens RFC | 18 - 36 | Warrington Wolves |  |  |

#### Final
| 6 de octubre | Leeds Rhinos | 26 - 18 | Warrington Wolves | Old Trafford, Mánchester        |  |
|              |              |         |                   | Asistencia: 70.676 espectadores |  |

| Bandera de Inglaterra |
| Campeón Leeds Rhinos  |
| Noveno título         |